# Бранимир Калаїця
Бранимир Калаїця (хорв. Branimir Kalaica, нар. 1 червня 1998, Загреб) — хорватський футболіст, захисник клубу «Локомотива» та колишній гравець молодіжної збірної Хорватії.

## Клубна кар'єра
Народився 1 червня 1998 року в місті Загреб. Вихованець футбольної школи клубу «Динамо» (Загреб), проте за основну команду клубу так і не зіграв, у 2016 ставши гравцем португальської «Бенфіки». Спочатку грав у складі другої команди «Бенфіки», а 20 травня 2017 року дебютував у основній команді клубу в матчі Прімейра-Ліги проти «Боавішти», уже в дебютному матчі відзначившись забитим м'ячем. Цей матч так і залишивсяся єдиним у вищому португальському дивізіоні на рахунку хорватського захисника. З початку 2023 року Бранимир Калаїця грає на батьківщині в клубі «Локомотива».

## Виступи за збірні
2013 року дебютував у складі юнацької збірної Хорватії, загалом на юнацькому рівні взяв участь у 25 іграх.
У 2019 запрошений до складу молодіжної збірної Хорватії. У складі команди брав участь у молодіжний чемпіонаті Європи 2019 року, на якому зіграв 1 матч.

## Титули і досягнення
- Володар Кубка казахської ліги (1):

Астана: 2024